# روني بيكر (عداء)
روني بيكر (مواليد 15 أكتوبر1993) هو عداء أمريكي متخصص في السباقات القصيرة.